# Lychrosimorphus
Lychrosimorphus – rodzaj chrząszczy z rodziny kózkowatych i podrodziny zgrzypikowych. 

## Zasięg występowania
Przedstawiciele tego rodzaju występują płd. Chinach, Laosie oraz Wietnamie.

## Systematyka
Do Lychrosimorphus należy 5 gatunków:
- Lychrosimorphus bulbosus
- Lychrosimorphus juglandis
- Lychrosimorphus rotundipennis
- Lychrosimorphus striatellus
- Lychrosimorphus vittatus